# Steve Downie
Steve Downie (* 3. April 1987 in Newmarket, Ontario) ist ein ehemaliger kanadischer Eishockeyspieler, der im Verlauf seiner aktiven Karriere zwischen 2003 und 2016 unter anderem 462 Spiele für die Philadelphia Flyers, Tampa Bay Lightning, Colorado Avalanche, Pittsburgh Penguins und Arizona Coyotes in der National Hockey League auf der Position des rechten Flügelstürmers bestritten hat.

## Karriere
Steve Downie begann seine Karriere 2002 in Nachwuchsliga Ontario Provincial Junior A Hockey League bei den Aurora Tigers, wo er auf 25 Punkte in 34 Spielen kam. Zur Saison 2003/04 wechselte er in die hochklassige Juniorenliga Ontario Hockey League zu den Windsor Spitfires, wo er eine solide Debütsaison hatte und vor allem durch sein körperlich hartes Spiel auffiel. In seinem zweiten Jahr gehörte er zu den besten Spielern der Spitfires und erzielte 21 Tore und leistete 52 Torvorlagen. Die Mannschaft erreichte die zweite Runde der Playoffs, wozu Downie neun Scorerpunkte beitrug, scheiterte dort jedoch in vier Spielen an den London Knights. Aufgrund seiner guten Leistungen wählten ihn die Philadelphia Flyers im NHL Entry Draft 2005 in der ersten Runde an Position 29 aus.

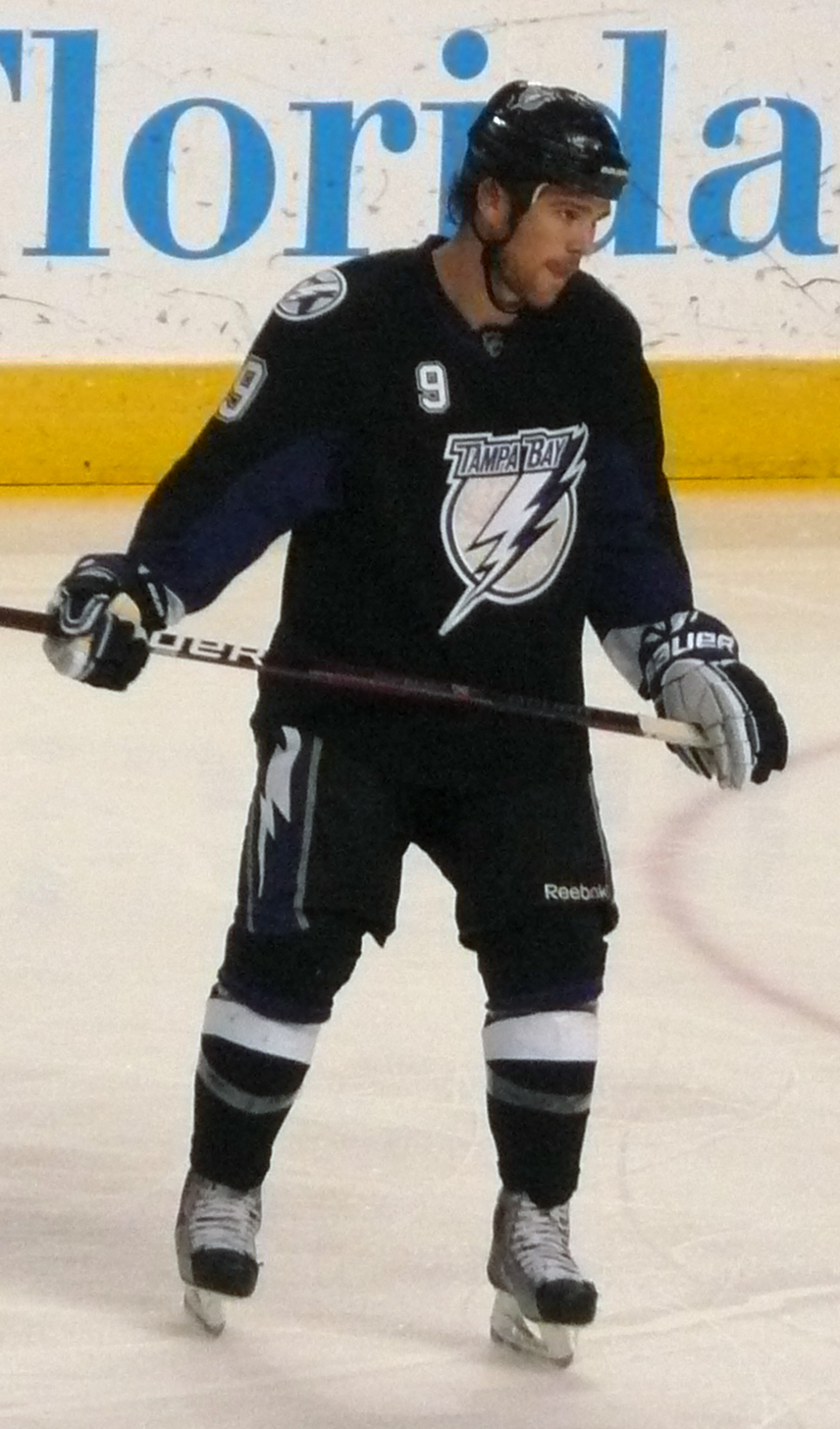
Downie im Trikot des Tampa Bay Lightning (2010)

Zu Beginn der Saison 2005/06 kam es während eines Trainings der Spitfires zu einem negativen Zwischenfall, als Downie seinen 16-jährigen Mitspieler Akim Aliu erst mit dem Schläger vorsätzlich ins Gesicht schlug, sie sich daraufhin eine Schlägerei lieferten und Aliu drei Zähne verlor. Grund für die Auseinandersetzung war, dass sich Aliu in den Wochen zuvor geweigert hatte an einer „Einführungszeremonie“ teilzunehmen, bei der sich die neuen Spieler in der Duschkabine des Mannschaftsbus vor den Mitspielern nackt ausziehen müssen. Die Spitfires suspendierten Downie für fünf Spiele, Aliu für eins und die OHL leitete Ermittlungen gegen die Mannschaft ein, die in einer Sperre für den General Manager und Trainer Moe Mantha und einer Geldstrafe in Höhe von 35.000 Dollar resultierten. Downie wurde in der Folge des Vorfalls innerhalb der OHL zu den Peterborough Petes transferiert. Trotz seiner des Öfteren auftretenden Disziplinlosigkeit, konnte Downie die Trainer der kanadischen U20-Nationalmannschaft mit seinen Leistungen auf dem Eis überzeugen und wurde in den Kader für die U20-Junioren-Weltmeisterschaft berufen, mit der er die Goldmedaille gewann. Im weiteren Saisonverlauf führte er die Peterborough Petes als zweitbester Scorer der Mannschaft zum Gewinn des J. Ross Robertson Cup und nahm an der Memorial-Cup-Finalrunde teil, wo die Petes aber den letzten Platz belegten.
Im Herbst 2006 nahm Downie erstmals am Trainingslager der Philadelphia Flyers teil und bestritt einige Vorbereitungsspiele mit dem NHL-Team, kehrte dann aber wieder zurück in die OHL. Im Januar 2007 konnte er bei der U20-Junioren-Weltmeisterschaft mit der kanadischen Auswahl den Titel verteidigen. Kurz nach seiner Rückkehr zu den Petes transferierten sie ihn innerhalb der OHL zu den Kitchener Rangers, wo er seine bis dahin beste Saison fortsetzen konnte und am Ende auf 92 Scorerpunkte in 45 Spielen kam. In den Playoffs setzte er seine guten Leistungen fort und war dominierender Spieler der Rangers mit acht Toren und 14 Vorlagen in nur neun Spielen. Jedoch scheiterte die Mannschaft schon in der zweiten Runde. Im Anschluss an die OHL-Saison kam er zu seinem Debüt bei den Senioren, als er mit den Philadelphia Phantoms, dem Farmteam der Flyers aus der American Hockey League, ein Spiel bestritt.
Im September 2007 nahm er wieder am Trainingslager der Philadelphia Flyers teil und bestritt einige Vorbereitungsspiele. Während eines Spiels gegen die Ottawa Senators checkte er seinen Gegenspieler Dean McAmmond gegen den Kopf, woraufhin McAmmond bewusstlos auf dem Eis liegen blieb. Da Downie während des Checks mit beiden Füßen in der Luft war und sein Gegenspieler keine Möglichkeit hatte sich vor dem Bodycheck zu schützen, wurde Downie von der NHL mit einer Sperre von 20 Spielen belegt. Auch die AHL reagierte auf den Vorfall und sperrte ihn für den ersten Monat der Saison. Im November durfte er schließlich wieder in der AHL spielen und konnte durch gute Leistungen mit fünf Toren und zwölf Vorlagen überzeugen, erhielt aber auch 114 Strafminuten in nur 21 Partien. Am 5. Dezember 2007 gab er nach Ablauf seiner Sperre sein Debüt im Trikot der Philadelphia Flyers, für die er bis November 2008 spielte.
Am 7. November 2008 wurde er gemeinsam Steve Eminger und einem Viertrunden-Wahlrecht im NHL Entry Draft 2009 im Tausch für Matthew Carle und ein Drittrunden-Wahlrecht desselben Drafts an den Tampa Bay Lightning abgegeben. Dort setzte er sich endgültig in der NHL durch und wurde im Verlauf der Saison 2009/10 Stammspieler. Am 21. Februar 2012 transferierten ihn der Tampa Bay Lightning im Austausch für Kyle Quincey zu der Colorado Avalanche. Für Colorado kam der Flügelstürmer noch in 20 Partien zum Einsatz, in denen ihm 13 Scorerpunkte gelangen.
Am 29. Juni 2012 unterschrieb er einen neuen Zweijahresvertrag im Wert von 5,3 Millionen US-Dollar bei der Avalanche. Nach zwei Spielen der durch einen Lockout verkürzten NHL-Saison 2012/13 erlitt Downie einen Kreuzbandriss und fiel für den Rest der Spielzeit aus.
Am 31. Oktober 2013 wurde er von der Avalanche zu den Philadelphia Flyers transferiert, Colorado erhielt im Gegenzug den Stürmer Maxime Talbot. Nach einer von Verletzungen geprägten Saison 2013/14 und dem Verpassen der Playoffs unterschrieb Downie im Juli 2014 als Free Agent einen Einjahresvertrag bei den Pittsburgh Penguins. Dieser wurde nach der Spielzeit 2014/15 nicht verlängert, sodass er im Juli 2015 bei den Arizona Coyotes einen weiteren Einjahreskontrakt unterschrieb. Anschließend beendete er seine aktive Karriere.

## Erfolge und Auszeichnungen
- 2006 J.-Ross-Robertson-Cup-Gewinn mit den Peterborough Petes

### International
- 2004 Goldmedaille bei der World U-17 Hockey Challenge
- 2006 Goldmedaille bei der U20-Junioren-Weltmeisterschaft
- 2006 All-Star-Team der U20-Junioren-Weltmeisterschaft
- 2007 Goldmedaille bei der U20-Junioren-Weltmeisterschaft

## Karrierestatistik

### International
Vertrat Kanada bei:
- World U-17 Hockey Challenge 2004
- U20-Junioren-Weltmeisterschaft 2006
- U20-Junioren-Weltmeisterschaft 2007
- Weltmeisterschaft 2010

(Legende zur Spielerstatistik: Sp oder GP = absolvierte Spiele; T oder G = erzielte Tore; V oder A = erzielte Assists; Pkt oder Pts = erzielte Scorerpunkte; SM oder PIM = erhaltene Strafminuten; +/− = Plus/Minus-Bilanz; PP = erzielte Überzahltore; SH = erzielte Unterzahltore; GW = erzielte Siegtore; 1 Play-downs/Relegation; Kursiv: Statistik nicht vollständig)